# Stanisław Myszkowski (zm. 1608)
Stanisław Myszkowski z Mirowa herbu Jastrzębiec (zm. w 1608 roku) – podczaszy lubelski w latach 1586–1607, poseł województwa lubelskiego na sejm 1605 roku. 
Po studiach w Bazylei, Zurychu i Heidelbergu osiadł w dobrach rodzinnych. Właściciel Bychawy i Ossowa.